# Sistema cristalino hexagonal

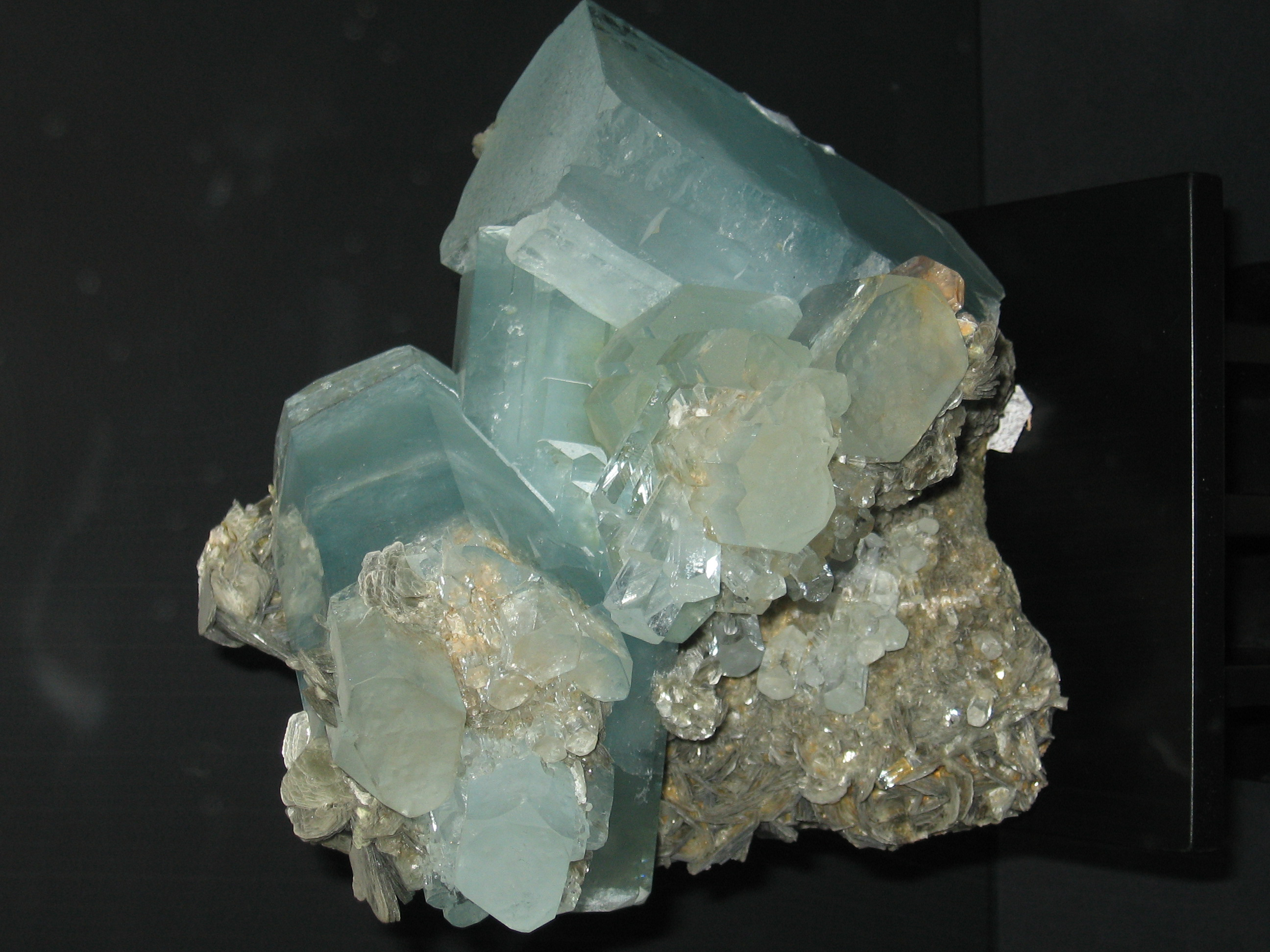
El mineral berilo es un ejemplo de cristales hexagonales.

Arreglo hexagonal tridimensional.

En cristalografía y cristaloquímica, el sistema cristalino hexagonal es uno de los siete sistemas cristalinos. Tiene la misma simetría que un prisma regular con una base hexagonal; hay solo una red de Bravais hexagonal. Por ejemplo, el grafito cristaliza bajo esta forma.
Aparte este sistema tiene tres ejes iguales y uno desigual.